# Atanazy (Sacharow)
Atanazy, imię świeckie Sergiej Grigorjewicz Sacharow (ur. 20 czerwca?/2 lipca 1887 w Cariewce, zm. 28 października 1962 w Pietuszkach) – rosyjski biskup prawosławny, jeden z Soboru Świętych Nowomęczenników i Wyznawców Rosyjskich. 

## Życiorys
Był synem urzędnika gimnazjalnego Grigorija Pietrowicza Sacharowa i jego żony, Matrony Andriejewny, z pochodzenia chłopki. W wieku dwóch lat stracił ojca. Wychowywał się w domu swojej matki chrzestnej, Marii Isajewny Winogradowej-Łukirskiej, z zawodu lekarza. Jako ośmiolatek podjął naukę w szkole duchownej w Szui, a po jej ukończeniu w 1902 wstąpił do seminarium duchownego we Włodzimierzu. Następnie studiował teologię w Moskiewskiej Akademii Duchownej. Ukończył ją w 1912. 12 października tego samego roku złożył wieczyste śluby mnisze, przyjmując imię Atanazy. Dwa dni później został wyświęcony na hierodiakona, zaś 17 października – na hieromnicha. Przez rok był wykładowcą homiletyki i liturgiki w seminarium duchownym w Połtawie, zaś przez kolejne pięć lat – w seminarium duchownym we Włodzimierzu.
Brał udział w pracach Soboru Lokalnego Rosyjskiego Kościoła Prawosławnego w latach 1917–1918 jako delegat mnichów. Był członkiem komisji liturgicznej soboru. W latach 1920–1921 pełnił obowiązki przełożonego monasteru Narodzenia Matki Bożej we Włodzimierzu z godnością archimandryty. Po zamknięciu wszystkich świątyń należących do klasztoru, co nastąpiło jeszcze w 1920 r., został przeniesiony do monasteru w Bogolubowie, także w charakterze przełożonego wspólnoty. 27 czerwca 1921 został wyświęcony na biskupa kowrowskiego, wikariusza eparchii włodzimierskiej i suzdalskiej. W marcu następnego roku został po raz pierwszy aresztowany przez władze radzieckie i po jednym dniu zwolniony. Jeszcze w tym samym miesiącu uwięziony ponownie razem z metropolitą włodzimierskim Sergiuszem, arcybiskupem wiackim Pawłem i biskupem suzdalskim Bazylim. 27 maja tego samego roku został skazany w pokazowym procesie na rok więzienia pod zarzutem ukrywania kosztowności cerkiewnych przed konfiskatą; odzyskał wolność dzięki amnestii ogłoszonej następnego dnia. Po raz trzeci został na krótko aresztowany w lipcu 1922 razem z biskupem muromskim Serafinem. We wrześniu 1922 został zatrzymany po raz kolejny i oskarżony o nakłanianie prawosławnych do buntu. Więziony w więzieniu we Włodzimierzu razem z arcybiskupem krutickim i kołomieńskim Nikandrem, arcybiskupem astrachańskim Tadeuszem, biskupami zwienigorodzkim Mikołajem, wiaznikowskim Korneliuszem, perejasławskim Damianem oraz suzdalskim Bazylim. W listopadzie w Moskwie w jego sprawie zapadł wyrok dwuletniego zesłania do Ust'-Sysolska. Żył kolejno w wymienionej miejscowości, Ust'-Wymie i Kierczemie. Do Włodzimierza wrócił w lutym 1925.  
Aresztowany dwukrotnie na jeden dzień w 1925 i 1926, w listopadzie 1926 został locum tenens eparchii iwanowskiej. W styczniu 1927 ponownie wtrącony do więzienia razem z zastępcą locum tenens Patriarchatu Moskiewskiego metropolitą Sergiuszem i innymi popierającymi go biskupami. Został skazany na trzy lata łagru na Wyspach Sołowieckich. W 1930 w obozie zachorował na tyfus. Po wyzdrowieniu i odbyciu kary został zesłany do kraju turuchańskiego (obwód jenisejski), gdzie przebywał przez kolejne dwa lata. Między lutym a czerwcem 1932 przebywał w miejscowości Sieliwanicha razem z metropolitą kazańskim Cyrylem. W 1933 wrócił do Włodzimierza, następnie przeprowadził się do wsi Goruszka. Odmówił uznania metropolity Sergiusza za kanonicznego zastępcę locum tenens Patriarchatu Moskiewskiego i prowadzenia pracy duszpasterskiej pod jego zwierzchnictwem. Zaliczany do zdecydowanych przeciwników metropolity Sergiusza i jego polityki cerkiewnej, w tym deklaracji lojalności wobec władz radzieckich. Był związany z Cerkwią katakumbową; do Patriarchatu Moskiewskiego powrócił dopiero w 1945. 
W 1936 został aresztowany po raz kolejny i skazany na pięć lat łagru. Karę odbywał w łagrze Biełomorsko-Bałtyckim. Od sierpnia do października i od listopada do grudnia 1937 przebywał, bez podania przyczyny, w izolatce. W czerwcu 1941, po ataku Niemiec na ZSRR, uczestniczył w ewakuacji więźniów do obozów nad jeziorem Onega, pieszo przechodząc 400 km. Po odbyciu kary został zesłany do rejonu golszmanowskiego obwodu omskiego. W nowym miejscu pobytu nie podjął pracy duszpasterskiej, lecz zatrudnił się jako stróż w sowchozie. W 1943 mieszkał przez kilka miesięcy w Iszymie, po czym został ponownie aresztowany i skazany na osiem lat łagru. W 1954, w Dubrawłagu, został uznany za niezdolnego do pracy z powodu podeszłego wieku i przeniesiony do domu dla inwalidów. Rok później przeniósł się do domu G. Siedowa w Tutajewie. Patriarcha moskiewski i całej Rusi Aleksy I wyznaczył mu stałą emeryturę. Jeszcze w 1955 były biskup osiadł w Pietuszkach, podjął korespondencję z innymi kapłanami prawosławnymi i powrócił do prac teologicznych. Uczestniczył w opracowywaniu kalendarza prawosławnego na rok 1957 i wskazówek liturgicznych na dany rok. Przez rok kierował komisją liturgiczną Rosyjskiego Kościoła Prawosławnego (do jej likwidacji). Do śmierci w 1962 opracowywał nabożeństwa do świętych rosyjskich. Pochowany na cmentarzu Wprowadzenia Matki Bożej do Świątyni we Włodzimierzu. 
Duchowny został kanonizowany w 2000 przez Rosyjski Kościół Prawosławny. Relikwie hierarchy są wystawione dla kultu w monasterze Narodzenia Pańskiego we Włodzimierzu. Jego dom w Pietuszkach został zamieniony w izbę pamięci.